# Mico humilis
O sagui-anão (nome científico: Mico humilis) é uma espécie de primata do Novo Mundo endêmico da Amazônia brasileira, restrito à margem oeste do rio Aripuanã. Foi descoberto em 1998 e originalmente havia sido colocado no gênero Callithrix. Habita principalmente as florestas de terras baixas e é abundante próximo a assentamentos humanos.

## Taxonomia
Foi incialmente incluído no gênero Callithrix e posteriormente no gênero monotípico Callibella. No entanto, dados morfológicos, ecológicos, genéticos e de vocalização mostram que a espécie é melhor classificada no gênero Mico, como membro da irradiação dos saguis amazônicos.

## Morfologia
É um pouco maior que o sagui-leãozinho, pesando até 185 g. Tem o dorso de coloração uniforme, marrom claro e a cauda mais escura que o resto da pelagem.